# 日光寺住居跡
日光寺住居跡（にっこうじじゅうきょあと）は、広島県三次市十日市南にある古墳時代後期（6世紀）に位置付けられる竪穴建物の遺構である。3軒が発掘調査され、1957年（昭和32年）9月30日に広島県の史跡に指定された。

## 概要
若宮公園南東約300メートルの天台宗日光寺の境内で、成光池を囲む丘陵上に位置する。また、国の史跡・花園遺跡とは約100メートルの距離にある。
地面を深さ30センチメートル、一辺4-5メートルの方形に掘り下げ、柱を立てて屋根を葺いた竪穴建物群で、中央には炉、北側の壁には竈、石の組み合わせで築造されている。床面からの出土品として、甕・壺・甑・坏などの土師器がある。
一帯は日光寺公園として整備されている。若宮公園、尾関山公園とともに桜の名所で、躑躅や、紅葉の名所でもある。園内には、室町時代後期と推定される12基の経塚もある。

## 交通アクセス
- 西日本旅客鉄道、三次駅から徒歩20分